# Dänischer Millimeterband
Die Entwicklung des dänischen Millimeterbandes wird dem dänischen Buchbinder Henrik Park zugeschrieben. Der Einband wurde entwickelt, um während der Kriegszeiten mit möglichst wenig Leder einen schönen und ansprechenden Bucheinband mit Lederrücken herstellen zu können.
Der dänische Millimeterband ist ein Halbband und kann als Weiterentwicklung der Einbandarten Bradelband oder Einband mit gebrochenem Rücken verstanden werden. Dabei orientiert sich der dänische Millimeterband am Aussehen des Franzbandes. Dieses Aussehen wird durch Abpressen des Buchblocks um 90° erreicht. Die Buchdeckel werden nur wenig (Deckeldicke + Materialstärke) abgesetzt. Der Rücken wird bis auf den Deckel überlaufend mit dünn gespaltenem Leder überzogen. Die Buchecken werden mit dünnen, verdeckten Lederecken verstärkt. Die Deckel werden im Anschluss an das Leder mit Buntpapier überzogen.
Der dänische Millimeterband gilt heute als bibliophile Einbandart, welche bei Bücherliebhabern und -sammlern beliebt ist.